# Stelis hymenopetala
Stelis hymenopetala är en orkidéart som beskrevs av Carlyle August Luer och Endara. Stelis hymenopetala ingår i släktet Stelis och familjen orkidéer. Inga underarter finns listade i Catalogue of Life.